# Musée d’Ennery

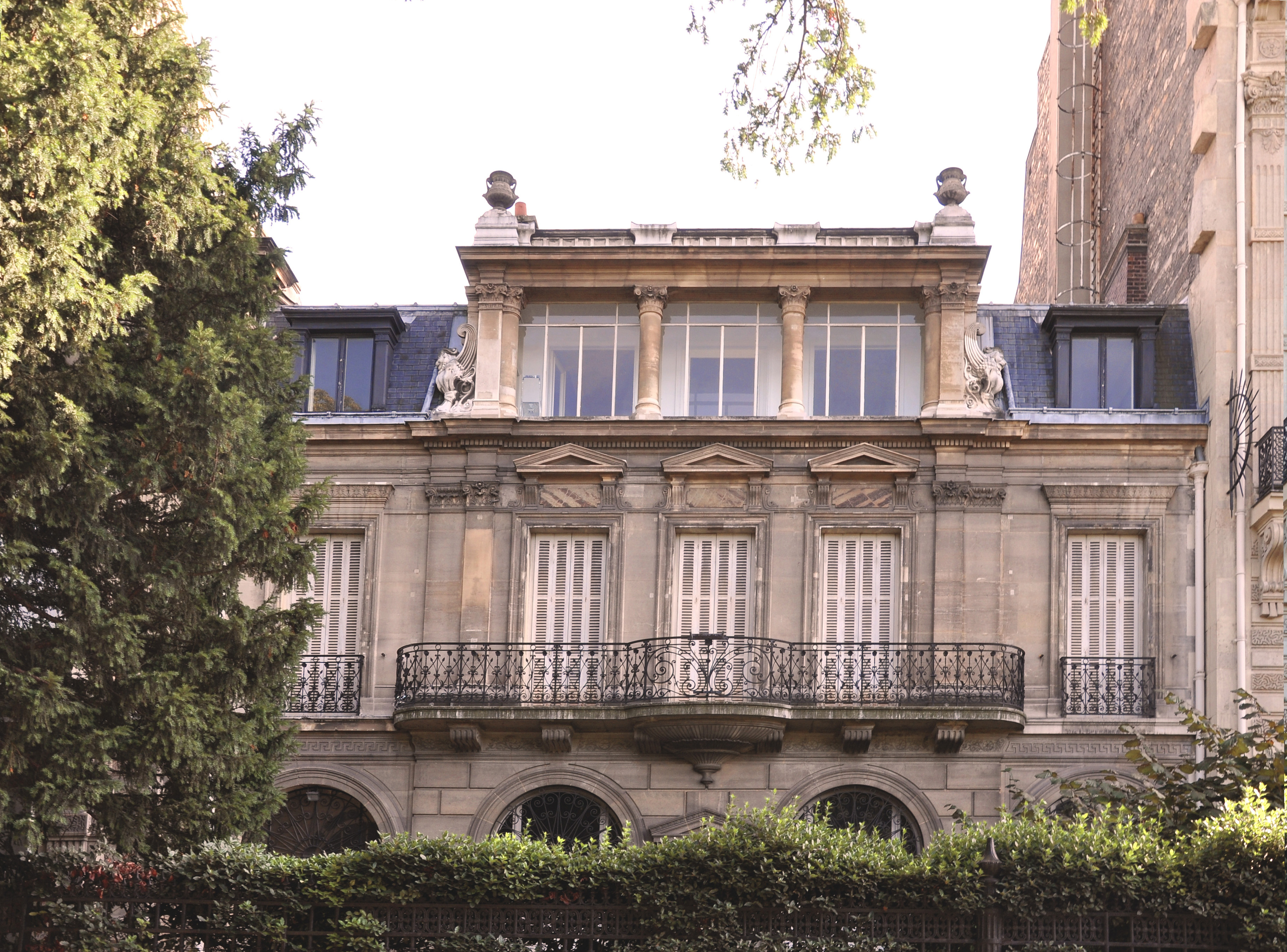
Musée d’Ennery in Paris

Das Musée d’Ennery ist ein staatliches Museum in der Avenue Foch im 16.  Arrondissement in Paris. Es besitzt eine Sammlung asiatischer Kunst aus China, Japan und Vietnam aus dem 17. bis zum 19. Jahrhundert.

## Geschichte
Die Sammlung wurde von Clémence d’Ennery, der Ehefrau des Schriftstellers Adolphe Philippe d’Ennery, in der zweiten Hälfte des 19. Jahrhunderts gegründet. 1875 erbaute sie das heutige Museum im Stil des Zweiten Empire, 1892 begann d’Ennery, das Haus mit Hilfe von Georges Clemenceau und Emile Deshayes zum Museum umzugestalten. 1903 überschrieb d’Ennery das Haus und die Sammlung dem Staat. 1908 wurde das Haus der Öffentlichkeit dann als Museum übergeben. Das Haus ist als Monument historique ausgezeichnet und untersteht heute dem Musée Guimet.

## Sammlung
Die Sammlung des Museums besteht aus rund 7000 Kunstobjekten, die in großen Holzvitrinen ausgestellt werden. Neben Keramiken werden auch Gemälde und Zeichnungen, Möbel, Skulpturen, Porzellan, Netsuke, Figuren und Puppen gezeigt und ermöglichen so einen Einblick in das Alltagsleben in Ostasien zwischen dem 17. und 19. Jahrhundert.